# Miss República Dominicana 2016
El Concurso Nacional de Belleza de la República Dominicana o Miss República Dominicana 2016 fue en el Renaissance Auditorio de Festival del Hotel Jaragua, Santo Domingo, República Dominicana el 24 de abril de 2016. Al final del evento se alzó con la corona Sal Garcia representante del municipio Maimón.
La ganadora representará la República Dominicana en el Miss Universo 2016. La primera finalista será suplente de la miss universo rd.  La segunda finalista será Miss Hispanoamérica Dominicana e irá al Reina Hispanoamericana 2016. La tercera finalista será Miss Continentes Unidos Dominicana irá al Miss Continentes Unidos 2017 . El resto de los 15 semifinalistas se destinará a otros concursos de belleza internacionales.
Antes del concurso, la organización del Miss República Dominicana transmitara un reality show "Por La Corona" donde el público van a tener la oportunidad de aprender más de las candidatas y ver su evolución durante el camino para el concurso. El reality show se transmitara los domingos por Antena Latina a las 8 de la noche (tiempo de República Dominicana) desde el 28 de febrero de 2016 hasta el concurso en abril de 2016.

## Resultados
| Resultados Final               | Candidata |
| ------------------------------ | --- |
| Miss República Dominicana 2016 | Maimón - Sal García |
| 1a Finalista                   | Santo Domingo Oeste - Joely Bernat |
| 2a Finalista                   | La Vega - Marlenis Peralta |
| 3a Finalista                   | San Pedro de Macorís - Bárbara Santana |
| 4a Finalista                   | Valverde - Joanne de Lara |
| 5a Finalista                   | Santiago - Katherine Camacho |
| Top 12                         | Com. Dom. en los EE.UU. - Kassandra Fernández Espaillat - Rossy Reyes Sánchez Ramírez - Niurka Saldaña Santo Domingo de Guzmán - Jennifher Dánielles Distrito Nacional - Lorén Tahéreh Santo Domingo Norte - Morelis de los Santos |

### Premios especiales
| Premio Especial                                                          | Candidata                                             |
| ------------------------------------------------------------------------ | ----------------------------------------------------- |
| Mejor Cuerpo                                                             | Com. Dominicana en los E.E.U.U. - Kassandra Fernández |
| Mejor Rostro (votado por la organización de Miss República Dominicana)   | San Pedro de Macorís - Bárbara Santana                |
| Miss Comunicación                                                        | Samaná - Carly Mañán                                  |
| Miss Fotogénica (votado por el fotógrafo oficial del certamen)           | La Vega - Marlenis Peralta                            |
| Miss Reality                                                             | Sánchez Ramírez - Niurka Saldaña                      |
| Miss Simpatía (votado por la concursantes del Miss República Dominicana) | Azua - Jyra Ozoria                                    |

| Predecesor: Clarissa Molina Espaillat | Miss República Dominicana 2016 | Sucesor: Carmen Muñoz Duarte |

## Programa De Eventos
| Evento                     | Día         |
| -------------------------- | ----------- |
| Presentación de Candidatas | 11 de abril |
| Labor Social               | 14 de abril |
| Competencia Preliminar     | 21 de abril |
| La Final                   | 24 de abril |

## Significado histórico
- El municipio de Maimón gana por primera vez y en su debut.
- Las provincias que se colocaron en las semifinales el año anterior fueron: Santiago,Comunidad Dominicana en Estados Unidos, Espaillat, Santo Domingo de Guzmán, La Vega, Distrito Nacional y Santo Domingo Oeste.
- San Pedro de Macorís no clasificaba desde 2014.
- Santo Domingo Norte no clasificaba desde 2012.
- Valverde no clasificaba desde 2010.
- Sánchez Ramírez no clasificaba desde 2007.
- Santiago se colocó por el 59.º año consecutivo.
- Distrito Nacional se colocó por noveno año consecutivo.
- Comunidad Dominicana en Estados Unidos se colocó por octavo año consecutivo.
- Regresa el Top 12, el cual no se realizaba desde 2009.

## Candidatas
| Representa                   | Candidata                                   | Edad | Altura          | Ciudad de residencia       |
| ---------------------------- | ------------------------------------------- | ---- | --------------- | -------------------------- |
| Azua                         | Jyra Ozoria Lorenzo                         | 24   | 1,84 m (6′ 0″)  | Santo Domingo              |
| Bahoruco                     | Yulianna Lissette Duvergé Santa Cruz        | 23   | 1,73 m (5′ 8″)  | Bonao                      |
| Comunidad Dom. en los EE.UU. | Kassandra Alexa Fernández Santos            | 21   | 1,83 m (6′ 0″)  | Nueva York                 |
| Distrito Nacional            | Lorén Tahéreh Rodríguez-Yobrégat            | 20   | 1,80 m (5′ 11″) | Santo Domingo              |
| Duarte                       | Hóney Arelis Pérez Encaño                   | 21   | 1,77 m (5′ 10″) | San Francisco de Macorís   |
| El Seibo                     | Jailyn Osmeíris de la Cruz Mañón            | 23   | 1,83 m (6′ 0″)  | Santa Cruz del Seibo       |
| Espaillat                    | Rosa María Reyes Rosario                    | 21   | 1,75 m (5′ 9″)  | Moca                       |
| Hato Mayor                   | Yudíleisi Matto de la Rosa                  | 18   | 1,79 m (5′ 10″) | Santo Domingo              |
| La Altagracia                | Silvia Rosaura Familia Encarnación          | 18   | 1,73 m (5′ 8″)  | Salvaleón de Higüey        |
| La Romana                    | Reinéis María Altagracia Capolletti di Luca | 20   | 1,77 m (5′ 10″) | La Romana                  |
| La Vega                      | Marlenis Yadiris Peralta Hernández          | 22   | 1,75 m (5′ 9″)  | Constanza                  |
| Maimón                       | Rosalba Abreu Garcías                       | 22   | 1,88 m (6′ 2″)  | Maimón                     |
| María Trinidad Sánchez       | Yamellys Soraya López Reichbac              | 19   | 1,74 m (5′ 9″)  | Santo Domingo              |
| Moca                         | Yomari Matos Encarnación Dottone            | 18   | 1,75 m (5′ 9″)  | Moca                       |
| Monseñor Nouel               | Susireni Mariellina Soriano Brito           | 18   | 1,74 m (5′ 9″)  | Bonao                      |
| Monte Cristi                 | Tamaldys Laura Cabreja Wélliert             | 19   | 1,76 m (5′ 9″)  | Las Matas de Santa Cruz    |
| Monte Plata                  | Mayel del Carmen Romero de Souza            | 18   | 1,75 m (5′ 9″)  | San Pedro de Macorís       |
| Puerto Plata                 | Nelly Álvarez Germán-de Rosas               | 26   | 1,75 m (5′ 9″)  | Guananico                  |
| Samaná                       | Carly Ramona Mañán Sosa                     | 21   | 1,76 m (5′ 9″)  | Santo Domingo              |
| San Cristóbal                | Elizabeth Lucía Zapata Arroyo               | 23   | 1,75 m (5′ 9″)  | San Gregorio de Nigua      |
| San José de Ocoa             | Sheila Amalia Pérez Soriano                 | 18   | 1,73 m (5′ 8″)  | Santiago de los Caballeros |
| San Juan                     | Stacy Daniela Castellanos Howley            | 22   | 1,85 m (6′ 1″)  | Santiago de los Caballeros |
| San Pedro de Macorís         | Bárbara Sofía Santana Rodríguez             | 22   | 1,84 m (6′ 0″)  | San Pedro de Macorís       |
| Sánchez Ramírez              | Niurka Sofya Saldaña Romero                 | 18   | 1,75 m (5′ 9″)  | Cotuí                      |
| Santiago                     | Katherine Liz Camacho Gómez-Schenck         | 24   | 1,73 m (5′ 8″)  | Santiago de los Caballeros |
| Santo Domingo de Guzmán      | Jennifher Dánielles Heredia                 | 24   | 1,79 m (5′ 10″) | Santo Domingo              |
| Santo Domingo Este           | Anabel Rosaura Abreu Paulino                | 19   | 1,76 m (5′ 9″)  | Santo Domingo              |
| Santo Domingo Norte          | Morelis de los Santos Amparo                | 18   | 1,80 m (5′ 11″) | Santo Domingo              |
| Santo Domingo Oeste          | Joely Marie Bernat Rodríguez                | 26   | 1,83 m (6′ 0″)  | Concepción de La Vega      |
| Valverde                     | Joanne Christina de Lara Ovalles            | 20   | 1,75 m (5′ 9″)  | Santa Cruz de Mao          |

### Casting Nacional
La organización Miss República Dominicana, realizó sus cástines nacionales en Santo Domingo desde noviembre de 2015 hasta marzo de 2016.

## Candidatas en otros concursos
Las candidatas actuales que compitieron anteriormente en otros concurso de belleza:
Miss Internacional 2014
- San Pedro de Macorís - Bárbara Santana
  - Como República Dominicana

Miss Mundo 2013
- Santo Domingo Oeste - Joely Bernat
  - Como República Dominicana
    - Top 20

Miss Mundo Dominicana 2013
- Santo Domingo Oeste - Joely Bernat
  - Como  Comunidad Dominicana en Estados Unidos
    - Ganadora

Miss Turismo Dominicana 2011
- La Vega - Marlenis Peralta
  - Como La Vega
    - Tercera finalista

Miss República Dominicana 2015
- Santo Domingo de Guzmán: Jénnifer Dánielles
  - Como Santo Domingo de Guzmán
    - Top 15